# Microclanis erlangeri
Microclanis erlangeri är en fjärilsart som beskrevs av Rothschild och Jordan 1903. Microclanis erlangeri ingår i släktet Microclanis och familjen svärmare. Inga underarter finns listade i Catalogue of Life.